# كوتوليتا

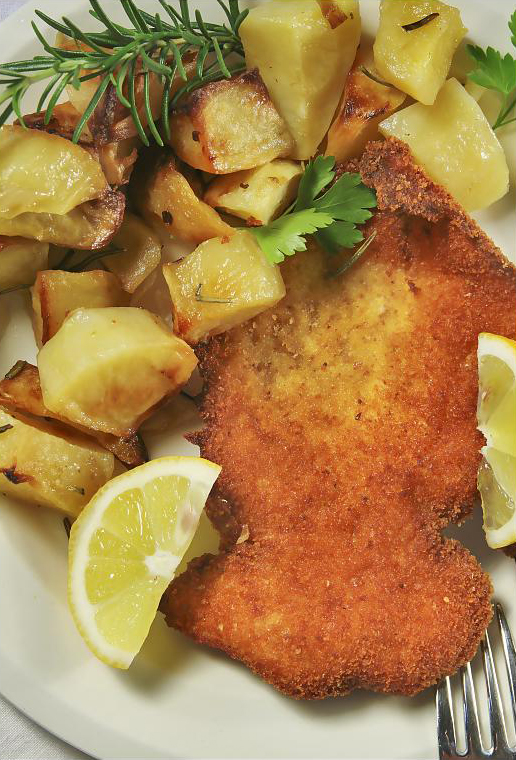
Cotoletta alla milanese with potatoes

كوتوليتا () هو شكل إيطالي من شرائح اللحم المقلية المصنوعة من لحم العجل.

## إيطاليا

### لومباردي

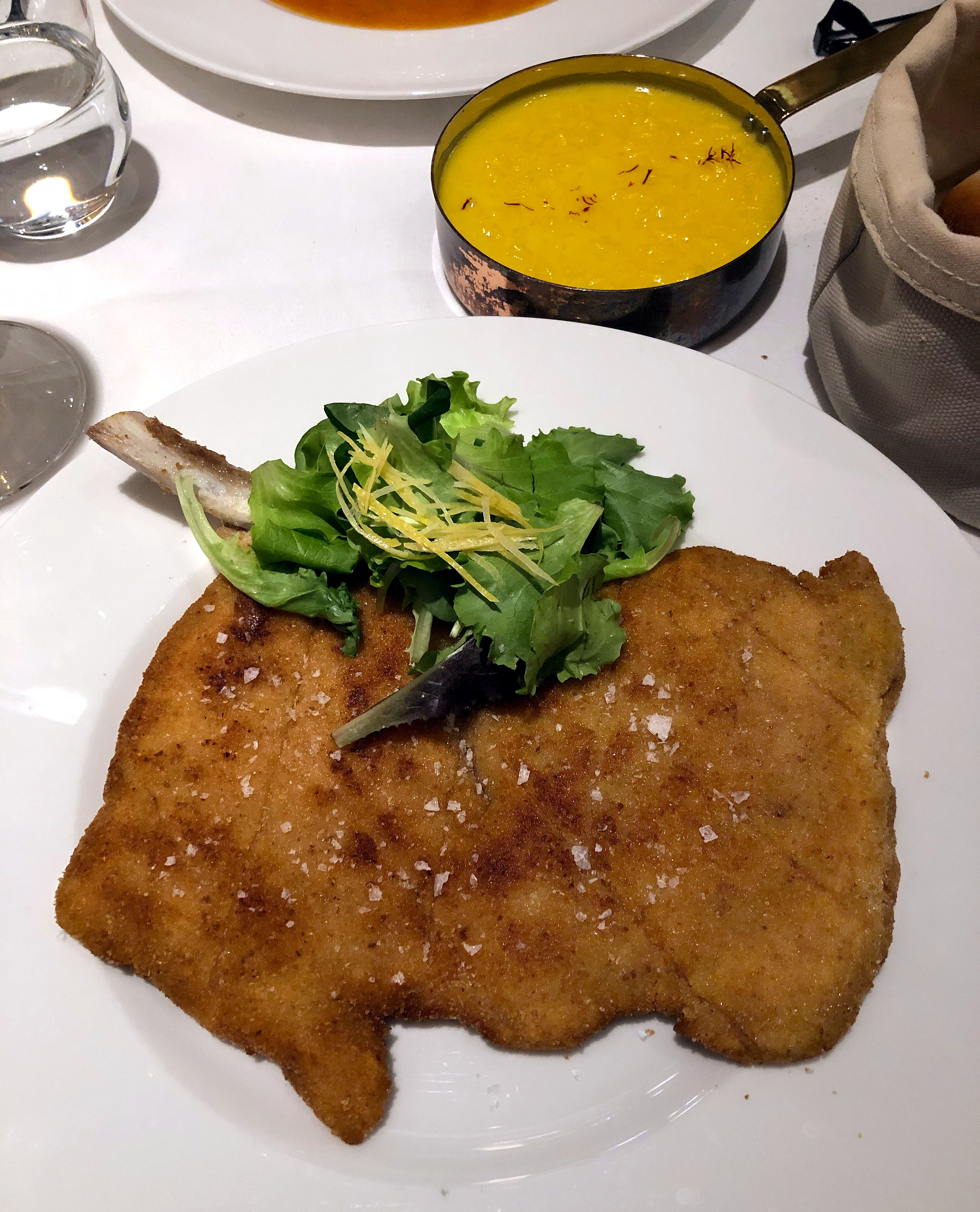
فيتيلو ألا ميلانيزي مع طبق جانبي من ريزوتو ألا ميلانيزي

كوتوليتا آلا ميلانيزي (نسبةً إلى موطنها الأصلي ميلانو) هي شريحة لحم عجل مقلية مغطاة بالبقسماط، تشبه شنيتزل فيينا، ولكنها مطبوخة مع العظم. تُقلى تقليديًا في الزبدة المصفاة. نظرًا لشكلها، تُسمى غالبًا "أوريجيا ديلفانت" في ميلانو أو "أوريكيا ديلفانت" في الإيطالية، وتعني "أذن الفيل".

### إميليا رومانيا
كوتوليتا ألا بولونيز (نسبة إلى موطنها الأصلي بولونيا) تشبه ميلانو، ولكن يوضع جبن البارميزان المذاب وقطع من لحم الخنزير المقدد فوق شريحة لحم العجل المقلية.

### صقلية
كوتوليتا ألا باليرميتانا (نسبةً إلى موطنها الأصلي باليرمو) تشبه طبق ميلانو، إلا أن لحم العجل يُدهن بزيت الزيتون، ثم يُخبز أو يُشوى بدلاً من القلي. غالبًا ما يُخلط فتات الخبز مع البقدونس وجبن البكورينو، وعلى عكس شريحة لحم ميلانو، لا تحتوي شريحة لحم باليرميتانا على بيض في بقسماطها.

## الأرجنتين وبيرو وأوروغواي

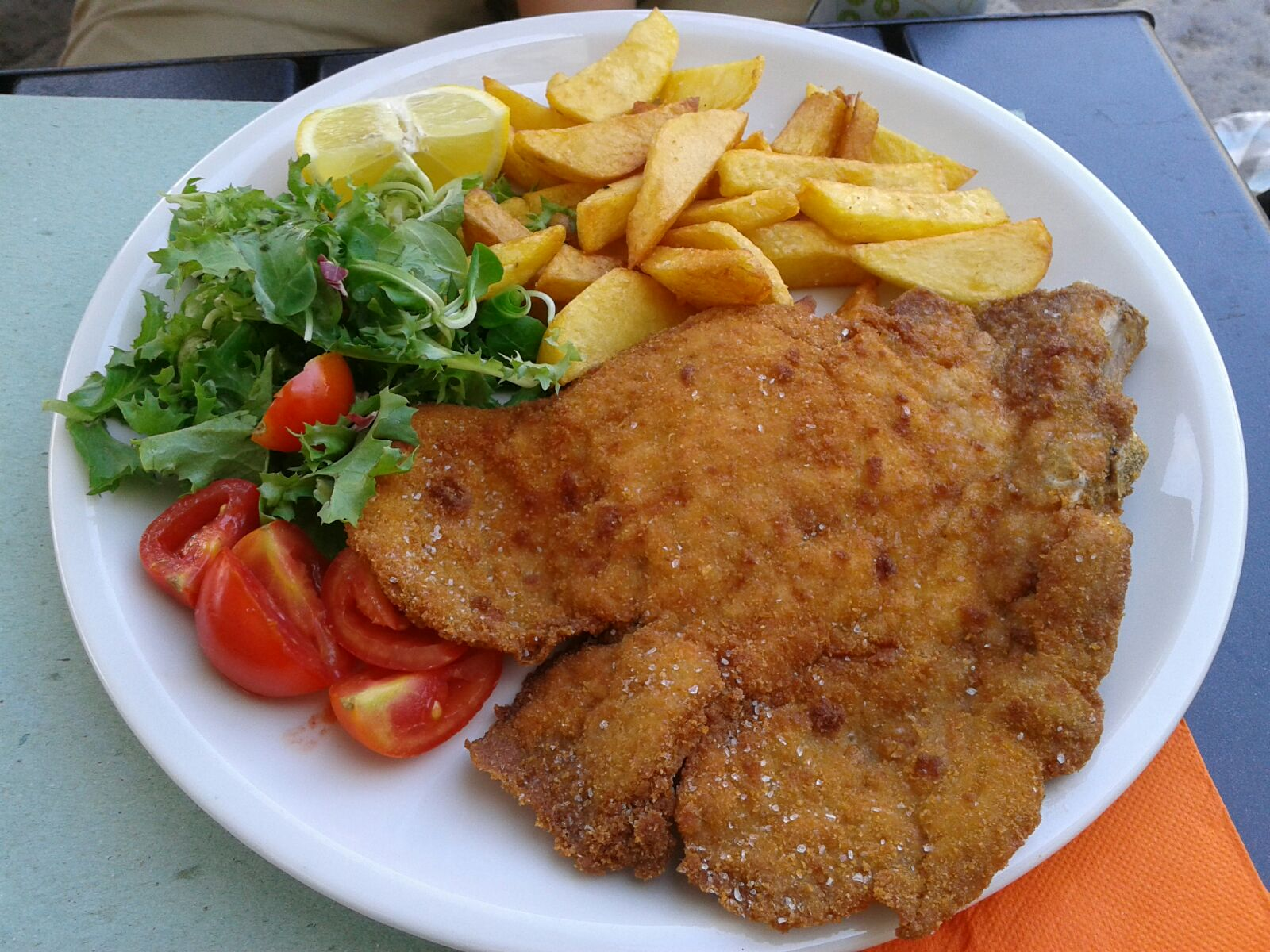
ميلانيسا

استُلهمت أطباق اللحوم المغلفة بالبقسماط، المُعدّة في الأرجنتين وبيرو، من طبق الكوتوليتا الميلانيزي، وتُعرف باسم ميلانيزا. في الأرجنتين وبيرو وأوروغواي، تُحضّر ميلانيزا نابوليتانا على غرار الكوتوليتا، مع تحضير الجبن والطماطم.